# Сейдж Коценбург
Сейдж Коценбург (англ. Sage Kotsenburg; нар. 27 липня 1993, Кер-д'Ален, Айдахо, США) — американський сноубордист, який виступає в слоупстайлу та біг-Ейре.
- Олімпійський чемпіон 2014 року в слоупстайлу;
- Срібний призер Європейських зимових екстремальних ігор в слоупстайлу (2012);
- Бронзовий призер Європейських зимових екстремальних ігор в біг-Ейре (2011).

На Олімпійських іграх у Сочі Коценбург став першим спортсменом, який виграв золото — нагороди в чоловічому слоупстайлу були розіграні раніше всіх інших.